# Świeca żarowa

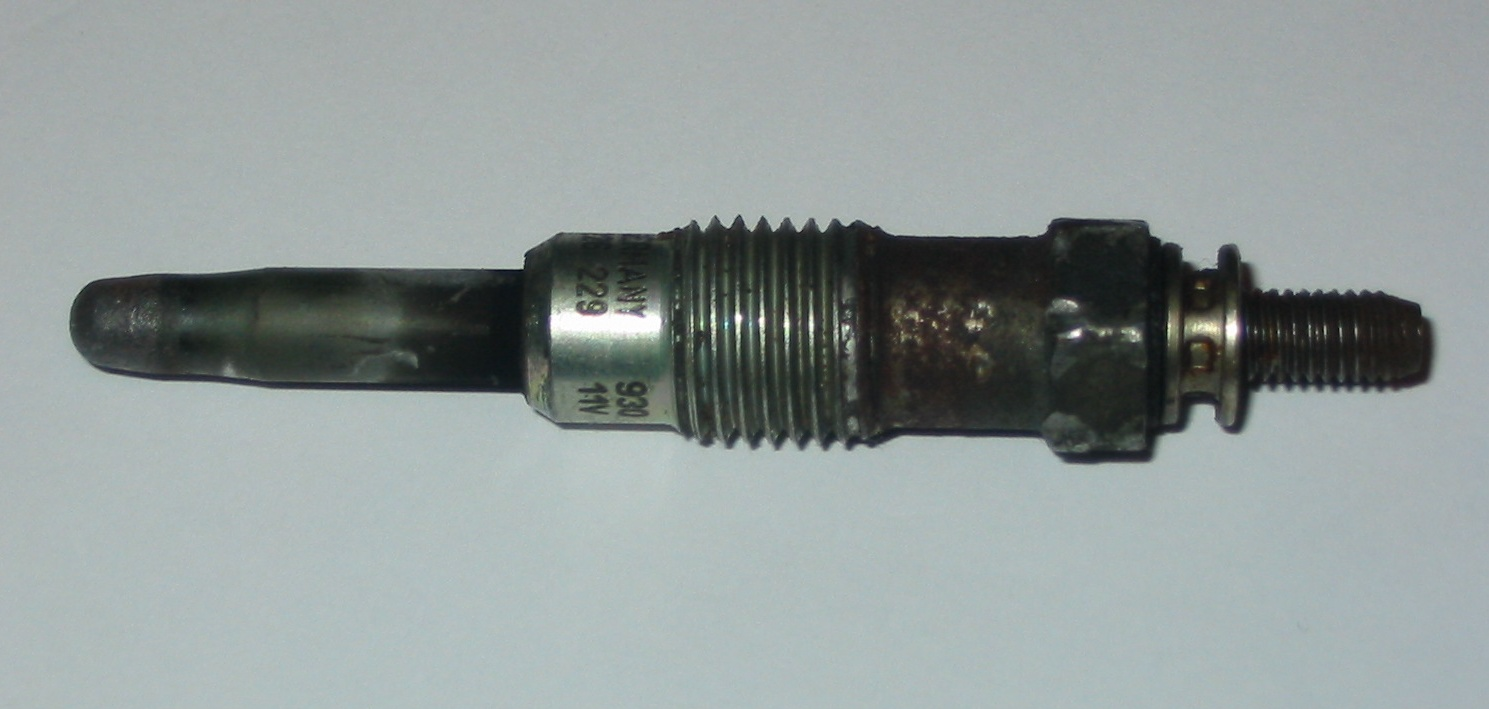
Używana świeca żarowa z silnika turbo diesla z samochodu Vauxhall/Opel Astra

Świeca żarowa – urządzenie stosowane w silnikach wysokoprężnych i modelarskich służące do ułatwienia rozruchu, zwłaszcza w niskich temperaturach i stabilizację wolnych obrotów pracy silnika. Użycie świec żarowych zmniejsza także emisję szkodliwych składników spalin podczas rozruchu zimnego silnika.
Świeca żarowa jest grzałką wbudowaną w ściankę głowicy silnika, a jej element grzejny umieszczony jest we wnętrzu kolektora ssącego. W silnikach z wtryskiem pośrednim miejscem ulokowania jest komora wstępna lub komora wirowa. Wskutek przepływu prądu elektrycznego z akumulatora spirala silnie nagrzewa się oddając ciepło zasysanemu powietrzu z kolektora co skutecznie ułatwia rozruch. W silnikach z wtryskiem bezpośrednim świeca żarowa ogrzewa komorę, ułatwiając odparowanie paliwa i samozapłon. 
Użycie świecy żarowej jest szczególnie istotne w silniku z wtryskiem pośrednim (np. 4C90), gdzie występują większe straty ciepła w komorze wirowej, sterownik do świec żarowych podtrzymuje jej pracę jeszcze przez jakiś czas po uruchomieniu silnika. Ma to na celu zapewnienie stabilności obrotów biegu jałowego i uniknięciu drgań. Ponieważ w silniku wysokoprężnym o wtrysku pośrednim w komorze wirowej (i wstępnej) dochodzi do zapłonu paliwa - to w nich zwykle montuje się świece żarowe. Silniki z wtryskiem bezpośrednim wymagają użycia świec żarowych w trudniejszych warunkach rozruchu (np. w czasie mrozu, po silnym wychłodzeniu silnika). 
W działaniu świecy, która jest elektrycznym grzejnikiem, wykorzystano prawo Joule’a, gdzie przy przepływie prądu elektrycznego przez rezystor powstaje ciepło. Po włączeniu napięcia zasilającego świecę temperatura spirali grzejnej wzrasta do momentu, kiedy moc oddawana do otoczenia w postaci ciepła zrówna się z mocą doprowadzonego prądu. Jeżeli pominąć nieznaczne straty energii w przewodach doprowadzających prąd do świecy żarowej, to całość dostarczonej energii elektrycznej zostaje zamienione w ciepło. Spirala grzejna to na ogół kilka zwojów drutu oporowego.